# أليغو سارافيا
أليغو سارافيا (بالإسبانية: Alejo Saravia)‏ هو لاعب كرة قدم أوروغواياني في مركز الهجوم، ولد في 29 يناير 1985. لعب مع ميرامار ميشنس.

## وصلات خارجية
- أليغو سارافيا على موقع قاعدة بيانات كرة القدم.إي يو (الإنجليزية)
- أليغو سارافيا على موقع Soccerway.com (الإنجليزية)